# Selma Licina
Selma Licina (* 8. Mai 2001 in Bremen) ist eine deutsche Fußballspielerin. Zur Saison 2025/26 ist sie Vertragsspielerin beim 1. FC Nürnberg.

## Karriere

### Vereine
In Bremen geboren und aufgewachsen, begann sie dort in der Jugendabteilung von Werder Bremen mit dem Fußballspielen. Für die B-Jugendmannschaft bestritt sie von 2015 bis 2018 48 Punktspiele in der Staffel Nord/Nordost der B-Juniorinnen-Bundesliga, in denen sie 20 Tore erzielte, jedoch aufgrund der Platzierungen nie in die Endrunden um die Deutsche B-Juniorinnen-Meisterschaften gelangte.
Noch als B-Jugendspielerin bestritt sie für die in der drittklassigen Regionalliga Nord spielende zweite Mannschaft ihre ersten fünf Punktspiele im Seniorinnenbereich. Ihr Debüt am 8. Oktober 2017 (5. Spieltag) bei der 0:6-Niederlage im Auswärtsspiel gegen den ATS Buntentor dauerte bis zur 63. Minute, bevor sie für Aemilia Klingelhöfer ausgewechselt wurde. In der Folgesaison – dem Kader der Zweitvertretung angehörig – trug sie mit einem Tor in vier Punktspielen zur regionalen Meisterschaft bei; der Aufstieg ihrer Mannschaft blieb ihr versagt, da sie nicht für die 2. Bundesliga gemeldet wurde.
Mit ihrem am Kippenberg-Gymnasium im Bremer Stadtteil Schwachhausen erworbenen Abitur begab sie sich für ein Psychologie-Studium in die Vereinigten Staaten. Für das Sport-Team der University of Portland, die Pilots, bestritt sie vom 23. August 2019 bis zum 18. November 2022 52 Meisterschaftsspiele in der West Coast Conference. Ihr einziges Tor erzielte sie in ihrem vorletzten Meisterschaftsspiel am 12. November 2022 beim 3:0-Sieg im Auswärtsspiel gegen die Sun Devils, dem Sport-Team der Arizona State University, mit dem Treffer zum Endstand in der 78. Minute. Vor Beginn ihres vierten Studienjahres als Senior und vor Beginn der Spielzeit 2022, hielt sie sich in Deutschland auf und bestritt im Mai 2022 zwei Punktspiele für die zweite Mannschaft von Werder Bremen, für die sie ein Tor erzielte.
Im Januar 2023 nach Deutschland zurückgekehrt, nahm sie an der Vorbereitung der Rückrundensaison teil und bestritt für den Bundesligisten Werder Bremen ihre einzigen beiden Punktspiele in dieser Spielklasse. Sie debütierte am 14. März 2023 (14. Spieltag) bei der 0:2-Niederlage gegen Eintracht Frankfurt als Einwechselspielerin für Reena Wichmann in der 68. Minute. Ihr zweites Punktspiel am 2. April 2023 (17. Spieltag) – in der 46. Minute für Jasmin Sehan eingewechselt – endete mit der 0:8-Niederlage im Auswärtsspiel gegen den amtierenden deutschen Meister VfL Wolfsburg.
Zur Saison 2023/24 wurde sie vom Bundesligaabsteiger SV Meppen verpflichtet. Zur Saison 2025/26 wechselte sie zum Bundesligaaufsteiger 1. FC Nürnberg.

### Auswahl-/Nationalmannschaft
Licina kam als Spielerin der Auswahlmannschaft des Bremer Fußball-Verbandes in den Altersklasse U14 (2015), U16 (2017) und U18 (2016–2018) in insgesamt 18 Turnierspielen um den DFB-Länderpokal an der Sportschule Wedau in Duisburg zum Einsatz, in denen sie fünf Tore erzielte.
Für die U17-Nationalmannschaft bestritt sie zwei Länderspiele. Sie debütierte am 27. Februar 2018 in Bergisch Gladbach beim 2:1-Sieg im Freundschaftsspiel gegen die U17-Nationalmannschaft Norwegens als Einwechselspielerin für Emilie Bernhardt ab der 66. Minute. Auch im zweiten Spiel am 1. März 2018 in Köln, dazu auf Kunstrasen, erlebte sie den neuerlichen 2:1-Sieg über die U17-Nationalmannschaft Norwegens mit; sie wurde in der 54. Minute für Shekiera Martinez eingewechselt. Ihr Debüt für die Nationalmannschaft Montenegros gab sie am 25. Februar 2025 in Podgorica beim 3:1-Sieg über die Nationalmannschaft Litauens im zweiten Spiel der Gruppe C4 im Turnier der UEFA Women’s Nations League.

## Erfolge
- Meister Regionalliga Nord 2022